# 1667 w sztukach plastycznych

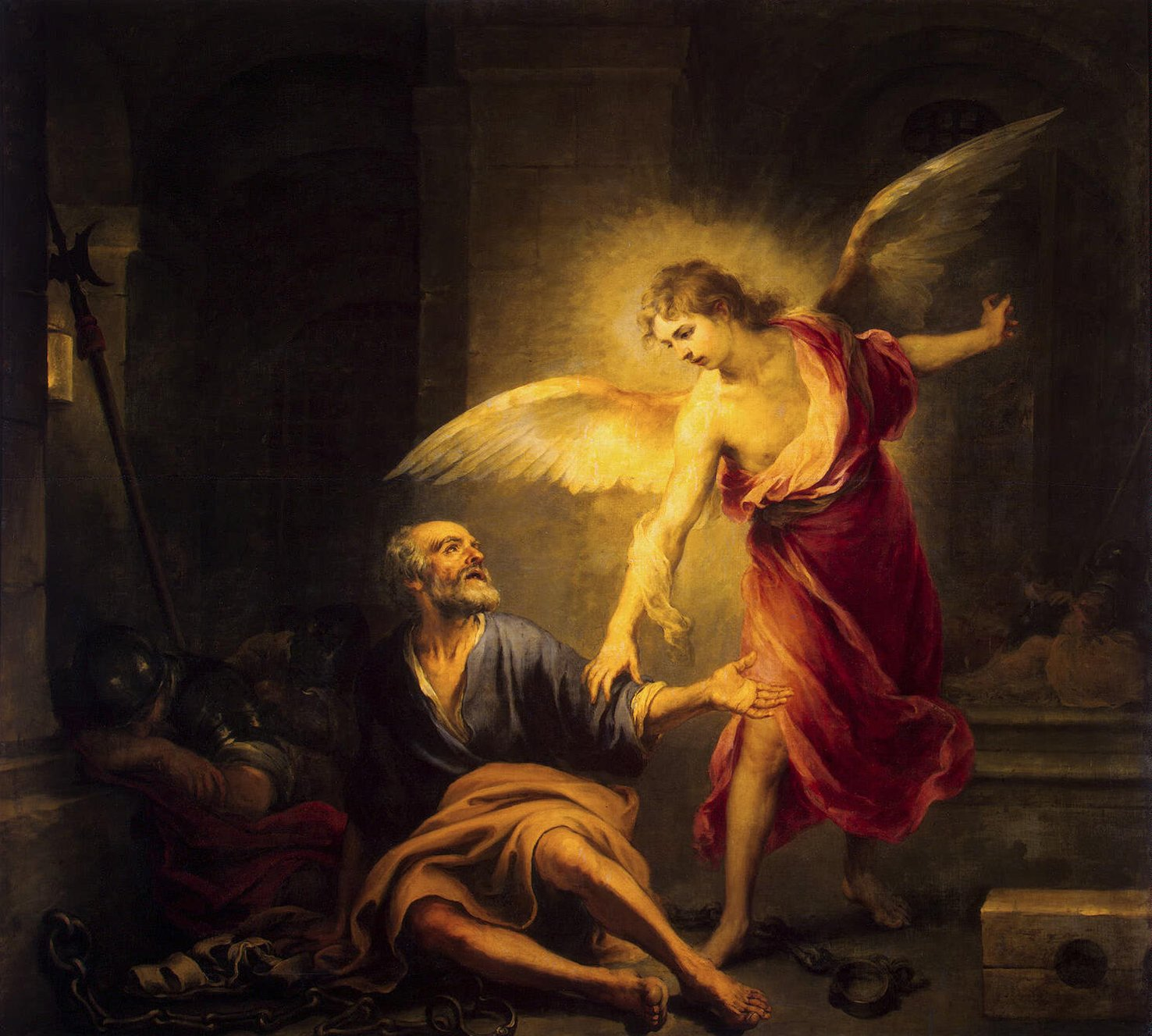
Murillo Uwolnienie św. Piotra Apostoła

Wydarzenia w sztukach plastycznych i wizualnych w 1667 roku.

## Malarstwo
- Bartolomé Esteban Murillo

Abraham i trzej aniołowie  – olej na płótnie, 236×261 cm
Uwolnienie św. Piotra Apostoła (1665-1667) – olej na płótnie, 260×238 cm